# Erotica (Album)
Erotica ist das fünfte Studioalbum von Madonna, das am 16. Oktober 1992 veröffentlicht wurde. Das Album erschien gleichzeitig mit Madonnas erster Buchveröffentlichung Sex, einem Bildband mit expliziten Fotos der Sängerin und markierte ihre erste Veröffentlichung unter Maverick, ihrer eigenen Plattenfirma. 

## Hintergrund
Drei Jahre nach Madonnas letztem Studioalbum Like a Prayer, das künstlerisch wie kommerziell alle Erwartungen übertroffen hatte, veröffentlichte Madonna ein Konzeptalbum.
1992 verließ Madonna die bewährten leicht poppigen Pfade, die ihr knapp zehn Jahre lang Hit auf Hit beschert hatten. Stattdessen produzierte sie mit den DJs Shep Pettibone und André Betts ein sich nicht leicht zu erschließendes Album mit dem Hip-Hop-Sound der frühen Neunziger, voller Deep-House- und Jazzelemente. Zeitgleich zu dem Album wurde Madonnas Buch Sex veröffentlicht, das softpornographische, künstlerische Fotografien von Steven Meisel beinhaltet. Zudem startete der Erotikthriller Body of Evidence von Uli Edel, in dem sie an der Seite von Willem Dafoe spielte. In der Boulevardpresse und vonseiten der Konservativen wurde Madonna massiv angefeindet und wegen ihrer übersexualisierten Präsentation gab es starke Reaktionen.
Zu den Singles wurden wieder aufwändige Videos gedreht: Das Video zu dem Lied Erotica beinhaltet die stilisierte Darstellung von BDSM und anderen sexuellen Aktivitäten. David Fincher drehte für Bad Girl mit Christopher Walken einen Kurzfilm im Stil eines Noir-Krimis, Stéphane Sednaoui für Fever ein für ihn typisches Werk, und Mark Romaneks Video zu Rain wurde mit mehreren Preisen ausgezeichnet (u. a. MTV Video Music Award). Visuell konnte Madonna überzeugen, doch faktisch kam ihre Karriere erstmals zum Stehen – ironischerweise hatte sie sich gerade mit ihrer eigenen Plattenfirma Maverick unabhängig gemacht. Madonna präsentierte 1993 einen großen Teil der Songs des Albums auf ihrer ausverkauften „The Girlie Show World Tour“. 
Heute wird das Album wegen seines kulturellen Einflusses auf den Mainstream und aufgrund seiner scharfen Gesellschaftskritik hervorgehoben. Es stellte marginalisierte Gruppen, freie Sexualität und Queerness auf der Höhe der AIDS-Epidemie erstmals in den Mittelpunkt. Madonna über das Album: „Als ich mein Album Erotica herausgebracht habe, hat es sich am Anfang nicht besonders gut verkauft und war überschattet von anderen Dingen, die ich damals gemacht habe. Aber im Nachhinein sagen viele Leute, dass das eines ihrer Lieblingsalben sei. Also haben sie wohl doch hingehört.“

## Titelliste
1. Erotica (M. Ciccone, S. Pettibone) – 5:18
2. Fever (E. Cooley, J. Davenport) – 5:00
3. Bye Bye Baby (M. Ciccone, S. Pettibone) – 3:56
4. Deeper and Deeper (M. Ciccone, S. Pettibone, T. Shimkin) – 5:33
5. Where Life Begins (A. Betts, M. Ciccone) – 5:57
6. Bad Girl (M. Ciccone, S. Pettibone) – 5:23
7. Waiting (A. Betts, M. Ciccone) – 5:46
8. Thief of Hearts (M. Ciccone, S.Pettibone) – 4:51
9. Words (M. Ciccone, S. Pettibone) – 5:55
10. Rain (M. Ciccone, S. Pettibone) – 5:24
11. Why ’s It So Hard (M. Ciccone, S. Pettibone) – 5:23
12. In This Life (M. Ciccone, S. Pettibone) – 6:23
13. Did You Do It? (A. Betts, M. Ciccone) – 5:32 (nicht auf der *Clean Version* des Albums enthalten)
14. Secret Garden (A. Betts, M. Ciccone) – 5:30

## Kommerzieller Erfolg

### Chartplatzierungen

#### Album
| ChartsChartplatzierungen       | Höchstplatzierung | Wochen |
| ------------------------------ | ----------------- | ------ |
| Deutschland (GfK)              | 5 (21 Wo.)        | 21     |
| Österreich (Ö3)                | 10 (19 Wo.)       | 19     |
| Schweiz (IFPI)                 | 5 (12 Wo.)        | 12     |
| Vereinigte Staaten (Billboard) | 2 (53 Wo.)        | 53     |
| Vereinigtes Königreich (OCC)   | 2 (39 Wo.)        | 39     |

#### Singles
| Jahr | Titel             | Höchstplatzierung, Gesamtwochen, AuszeichnungChartplatzierungen (Jahr, Titel, , Platzierungen, Wochen, Auszeichnungen, Anmerkungen) | Höchstplatzierung, Gesamtwochen, AuszeichnungChartplatzierungen (Jahr, Titel, , Platzierungen, Wochen, Auszeichnungen, Anmerkungen) | Höchstplatzierung, Gesamtwochen, AuszeichnungChartplatzierungen (Jahr, Titel, , Platzierungen, Wochen, Auszeichnungen, Anmerkungen) | Höchstplatzierung, Gesamtwochen, AuszeichnungChartplatzierungen (Jahr, Titel, , Platzierungen, Wochen, Auszeichnungen, Anmerkungen) | Höchstplatzierung, Gesamtwochen, AuszeichnungChartplatzierungen (Jahr, Titel, , Platzierungen, Wochen, Auszeichnungen, Anmerkungen) | Anmerkungen                                                                               |
| Jahr | Titel             | DE | AT | CH | UK | US | Anmerkungen                                                                               |
| ---- | ----------------- | --- | --- | --- | --- | --- | ----------------------------------------------------------------------------------------- |
| 1992 | Erotica           | DE13 (12 Wo.)DE | AT15 (7 Wo.)AT | CH8 (13 Wo.)CH | UK3 (9 Wo.)UK | US3 (18 Wo.)US | Erstveröffentlichung: 29. September 1992 Verkäufe: + 535.000; Video: Fabien Baron         |
| 1992 | Deeper and Deeper | DE26 (14 Wo.)DE | AT30 (1 Wo.)AT | CH23 (6 Wo.)CH | UK6 (9 Wo.)UK | US7 (17 Wo.)US | Erstveröffentlichung: 17. November 1992 Verkäufe: + 35.000; Video: Bobby Woods            |
| 1993 | Bad Girl          | DE47 (9 Wo.)DE | — | CH25 (5 Wo.)CH | UK10 (7 Wo.)UK | US36 (11 Wo.)US | Erstveröffentlichung: 2. Februar 1993 Video: David Fincher                                |
| 1993 | Fever             | — | — | — | UK6 (6 Wo.)UK | — | Erstveröffentlichung: 6. März 1993 Original: Little Willie John; Video: Stéphane Sednaoui |
| 1993 | Rain              | DE26 (13 Wo.)DE | AT24 (4 Wo.)AT | CH11 (12 Wo.)CH | UK7 (8 Wo.)UK | US14 (20 Wo.)US | Erstveröffentlichung: 5. August 1993 Verkäufe: + 35.000; Video: Mark Romanek              |
| 1993 | Bye Bye Baby      | — | — | CH28 (4 Wo.)CH | — | — | Erstveröffentlichung: 15. November 1993 Video: Liveauftritt                               |

### Auszeichnungen für Musikverkäufe
| Land/Region                  | Auszeichnungen für Musikverkäufe (Land/Region, Auszeichnung, Verkäufe) | Verkäufe    |
| ---------------------------- | ---------------------------------------------------------------------- | ----------- |
| Argentinien (CAPIF)          | 4× Platin                                                              | 240.000     |
| Australien (ARIA)            | 3× Platin                                                              | 210.000     |
| Brasilien (PMB)              | Gold                                                                   | 100.000     |
| Deutschland (BVMI)           | Gold                                                                   | 250.000     |
| Europa (IFPI)                | Platin                                                                 | (1.000.000) |
| Japan (RIAJ)                 | 2× Platin                                                              | 400.000     |
| Kanada (MC)                  | 2× Platin                                                              | 200.000     |
| Niederlande (NVPI)           | Gold                                                                   | 40.000      |
| Österreich (IFPI)            | Gold                                                                   | 25.000      |
| Schweiz (IFPI)               | Gold                                                                   | 25.000      |
| Spanien (Promusicae)         | Platin                                                                 | 100.000     |
| Südafrika (RISA)             | Gold                                                                   | 25.000      |
| Vereinigte Staaten (RIAA)    | 2× Platin                                                              | 2.000.000   |
| Vereinigtes Königreich (BPI) | 2× Platin                                                              | 600.000     |
| Insgesamt                    | 6× Gold · 17× Platin ·                                                 | 4.225.000   |

Hauptartikel: Madonna (Künstlerin)/Auszeichnungen für Musikverkäufe